# Culbone Church

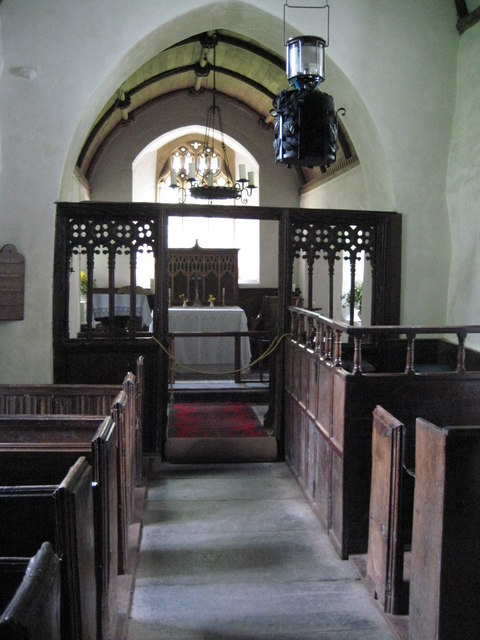
Wnętrze kościoła

Culbone Church - kościół pod wezwaniem św. Beuno, położony we wsi Culbone pod Porlock, w angielskim hrabstwie Somerset. Uznaje się go za najmniejszy kościół w Anglii. Powierzchnia prezbiterium wynosi 4,1 m x 3,0 m, a nawy - 6,6 m x 3,8 m, a świątynia może pomieścić 33 osoby. W kościele do dziś odbywają się msze.

## Historia
Kościół został wybudowany w XIII w, aczkolwiek część jego struktury może pochodzić z XII w. i jest uznany za zabytek klasy I. Spiczasta wieża została dobudowana w XIX wieku. 